# Милан Кујунџић Абердар
Милан Кујунџић Абердар (Београд, 28. фебруар 1842 — Београд, 26. новембар 1893) био је српски филозоф и политичар.

## Биографија
Рођен је у Београду као Јанићије али је своје име посрбио у Милан. Надимак Абердар је додао имену и презимену по својој првој збирци песама. Реч "абердар" означава ватрено оружје којим се наговештава повољна вест. То је и име Карађорђевог топа из Првог српског устанка.
Родитељи су му били занатлија Јован Кујунџић „Ваљевац” (1813-1877) и Анастасија - Наста, ћерка председника суда Максима Ранковића (1790-1843) и Стане (1788-1878). Његова сестра Јелена - Јела (1844-1908) била је удата за Стојана Новаковића. Брат по оцу био је лекар и медицински писац Војислав Кујунџић (1872-1946).
Гимназију је учио у Београду и Панчеву, а уписао се на правни одсек Лицеја у Београду. Због турског бомбардовања Београда 1862. године прекинуо је студије и постао коњички десетар. Након тога добија стипендију српске владе и одлази да студира филозофију у Бечу, Минхену и Паризу, а онда и на Оксфорду. Пре него што је завршио студије, 1866. године министар просвете га враћа у Србију да преузме катедру филозофије на Великој школи.
Био је професор философије на Великој школи два пута: 1866-1867. и 1873-1882. године. У јавном животу, он је секретар Српског ученог друштва (од 1873. до 1882), председник Народне скупштине (од 1880. до 1885), министар просвете (1886-1887), посланик у Риму, уредник Младе Србадије и песник.
Као омладинац имао је важну улогу у Уједињеној омладини српској и био уредник њеног органа Млада Србадија (1871-1872).
Као министар просвете и црквених дела, издејствовао је 1886. године укидање двају српских православних епархија, Шабачке и Неготинске, што је било супротно жељама Светог архијерејског синода и потребама Православне цркве у Краљевини Србији.
Када је 5. априла 1887. године краљ Милан Обреновић именовао првих 16 академика Српске краљевске академије, међу њима је био и Милан Кујунџић Абердар.
Учествовао је у српско-турским ратовима 1876-1878. и због тога унапређен у мајора, а касније и потпуковника. Од бројних одликовања која је добио, најзначајнија су: медаља обновиоца Српске краљевине, Таковски крст III степена, орден Белог орла III степена и Таковски крст IV степена са мачевима.
Почео је још у ђачком добу да пише поезију; објавио је две збирке песама. Његова најзначајнија филозофска дела су: Кратки преглед хармоније у свету, Филозофија у Срба, Шта је и колико у нас урађено на лођици? и Иде ли свет набоље или нагоре?.